# Milovice (ort i Tjeckien, Mellersta Böhmen)
Milovice (tyska: Milowitz, ryska: Миловице) är en stad i Tjeckien. Den ligger i regionen Mellersta Böhmen, i den centrala delen av landet, 40 km öster om huvudstaden Prag. Milovice ligger 190 meter över havet och antalet invånare är 10 832 (2016).
Terrängen runt Milovice är platt, och sluttar söderut. Runt Milovice är det ganska tätbefolkat, med 58 invånare per kvadratkilometer. Närmaste större samhälle är Brandýs nad Labem-Stará Boleslav, 16,6 km väster om Milovice. Trakten runt Milovice består till största delen av jordbruksmark.